# 戈谢勒
戈谢勒（法語：Gauciel，法語發音：[ɡosjɛl]）是法国厄尔省的一个市镇，属于埃夫勒区。

## 地理
戈谢勒（49°2'1"N, 1°14'31"E）面积7.72 平方千米，位于法国诺曼底大区厄尔省，该省份为法国北部内陆省份，北起滨海塞纳省，西接奧恩省和卡爾瓦多斯省，南至厄尔-卢瓦省，东临瓦兹省、瓦兹河谷省和伊夫林省。
与戈谢勒接壤的市镇（或旧市镇、城区）包括：方丹苏茹伊、于埃、厄尔河畔茹伊、米斯雷。

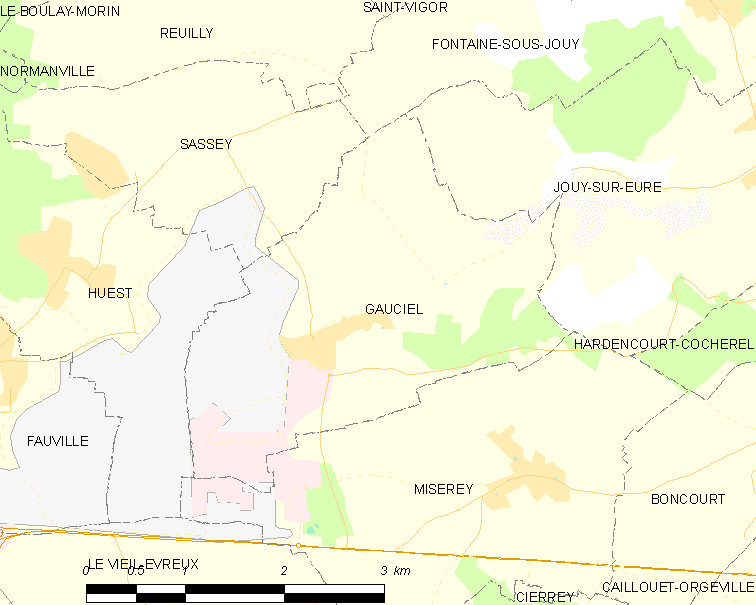
戈谢勒的OSM定位图

戈谢勒的时区为UTC+01:00、UTC+02:00（夏令时）。

## 行政
戈谢勒的邮政编码为27930，INSEE市镇编码为27280。

## 政治
戈谢勒所属的省级选区为埃夫勒第三县。

## 人口

1962-2008年间戈谢勒人口变化图示

戈谢勒于2022年1月1日时的人口数量为976人。